# Винклер, Харальд
Харальд Винклер (нем. Harald Winkler, 17 декабря 1962, Грац, Штирия) — австрийский бобслеист, разгоняющий, выступавший за сборную Австрии в конце 1980-х — начале 1990-х годов. Участник трёх зимних Олимпийских игр, чемпион Альбервиля, серебряный и бронзовый призёр чемпионатов мира.

## Биография
Харальд Винклер родился 17 декабря 1962 года в городе Грац, федеральная земля Штирия. Выступать в бобслее на профессиональном уровне начал в середине 1980-х годов и с самого начала стал показывать неплохие результаты, попал в качестве разгонящего в национальную команду Австрии. Благодаря череде удачных выступлений в 1988 году был приглашён защищать честь страны на Олимпийских играх в Калгари, соревновался в паре с пилотом Инго Аппельтом однако не смог занять там призовые места, приехав пятым на двойке и седьмым на четвёрке.
Основные успехи в карьере Винклера связаны с Играми 1992 года в Альбервиле, где их команда завоевала золотые медали в программе четырёхместных экипажей. На Олимпийские игры 1994 года в Лиллехаммер поехал уже в составе четвёрки пилота Хуберта Шёссера, но по результатам всех заездов оказался на четвёртом месте. Помимо всего прочего, Харальд Винклер имеет в послужном списке бронзовую медаль чемпионата мира 1990 года, состоявшегося в швейцарском Санкт-Морице, и серебро мирового первенства, выигранное в 1993 году в Иглсе.